# Juan Mayorga
Juan Mayorga, född 6 april 1965 i Madrid, är en spansk dramatiker och manusförfattare.

## Biografi
Juan Mayorga har en examen i matematik och filosofi från Universidad Complutense de Madrid 1988. Därefter arbetade han som forskarassistent i filosofi vid Consejo Superior de Investigaciones Científicas. Fortsatta studier i Münster, Berlin och Paris ledde till en doktorsexamen i filosofi 1997 med en avhandling om Walter Benjamin. Han debuterade som dramatiker 1989 med Siete hombres buenos (Sju goda män). Tillsammans med dramatiker kollegorna José Ramón Fernández, Luis Miguel González Cruz och Raúl Hernández Garrido grundade han 1993 teatergruppen Teatro del Astillero. 2011 grundade han en ny teatergrupp, La Loca de la Casa. Sedan 1998 är Mayorga har han undervisat i filosofi och dramatik vid Escuela Superior de Arte Dramático i Madrid. För närvarande (2017) är han chef för avdelningen för scenkonst vid Universidad Carlos III de Madrid. Han har skrivit ett trettiotal pjäser (2017) och hans dramatik har spelats i 18 länder och översatts till 16 språk. Han eftersträvar en filosofiskt präglad teater som tvingar publiken till ställningstaganden. Till hans förebilder hör Harold Pinter. Bland utmärkelser han tilldelats kan nämnas de spanska priserna Nacional de Teatro 2007 och Nacional de Literatura Dramática 2013 samt Premio Europa New Theatrical Realities 2016.
2007 regisserade Alexander Mørk-Eidem Mayorgas Himmelweg på Nationaltheatret i Oslo. 2014 skulle han även ha regisserat den på Stockholms stadsteater under titeln Himlavägen i Jens Nordenhöks översättning men det ställdes in.